# James D. G. Dunn
James D. G. Dunn (* 21. Oktober 1939 in Birmingham; † 26. Juni 2020) war ein britischer Neutestamentler. Er war lange Jahre als Professor an der Theologischen Fakultät der University of Durham tätig. Nach seiner Pensionierung erhielt er den Status als Emeritus Lightfoot Professor. Er hat theologisch auf breiter Front aus einer protestantischen Tradition heraus geforscht und gearbeitet.
Dunn wird besonders mit der Neuen Perspektive auf Paulus („New Perspective on Paul“) in Verbindung gebracht, die er zusammen mit N. T. Wright und E. P. Sanders vertrat. Er soll dieses Schlagwort 1982 im Rahmen der Manson Memorial Vorlesung geprägt haben. Dunn war außerdem Prediger in seiner methodistischen Ortsgemeinde.

## Leben
Dunn erwarb zunächst einen Master und einen Bachelor in Theologie von der Universität Glasgow. Von der University of Cambridge wurde er zum Doktor der Philosophie (PhD) und Doktor der Theologie promoviert. Ab 2002 war Dunn Präsident der New Testament Studies (Studiorum Novi Testamenti Societas), der international führenden Gesellschaft für Neutestamentliche Studien. Nur drei weitere britische Gelehrte wurden in den 25 Jahren zuvor in das Präsidentenamt gewählt. 2006 wurde Dunn Mitglied der British Academy.
2005 erschien eine Festschrift zu Dunns Ehren. Sie enthält Beiträge von 27 Neutestamentlern und widmet sich der Untersuchung des Frühen Christentums, insbesondere den Glaubensüberzeugungen zum Heiligen Geist.
Dunn griff E. P. Sanders’ Projekt auf, das palästinische Judentum neu zu fassen und zu definieren. Dies diente dazu, die christliche Sicht des Judaismus als einer Religion der Werkgerechtigkeit zu korrigieren. Einer der wichtigsten Unterschiede zu Sanders besteht darin, dass Dunn eine grundlegende Kohärenz und Konsistenz mit dem Denken des Paulus feststellte. Darüber hinaus kritisierte er Sanders’ Verständnis des Begriffs „Rechtfertigung“, indem er bemängelte, Sanders’ Verständnis leide an einer „individualisierenden Exegese“.
Dunn starb im Juni 2020 im Alter von 80 Jahren.